# Гурьянов, Николай Яковлевич
Никола́й Я́ковлевич Гурья́нов (27 июля [9 августа] 1905, Юринский район, Марийская АССР — 30 марта 1945, Силезское воеводство) — командир отделения 1-го отдельного стрелкового батальона 69-й морской стрелковой бригады (Карельский фронт) старший сержант, участник Великой Отечественной войны, кавалер ордена Славы трёх степеней.

## Биография
Родился 27 июля 1905 года в деревне Майдан (ныне Юринского района Республики Марий Эл) в семье рабочего. Русский. Окончил 6 классов. Работал в колхозе, затем в организации «Заготсено».
В 1925—1928 годах проходил службу в Красной армии. В июне 1941 года был вновь призван в армию Юринским райвоенкоматом. Боевой путь начал на Западном фронте, в сентябре 1941 года был тяжело ранен. На фронт вернулся только летом 1944 года. С этого времени воевал в составе 1-го отдельного стрелкового батальона 69-й морской стрелковой бригады на Карельском фронте, был командиром отделения. Член КПСС с 1944 года.
В период с 19 по 21 июня 1944 года в ходе боёв за освобождение посёлка Свирьстрой (Лодейнопольский район Ленинградской области) старший сержант Гурьянов со своим пулемётным расчётом подавил станковый пулемёт противника, благодаря чему был достигнут успех наступления стрелкового взвода. В дальнейшем своим пулемётным огнём поддержал захват окраины посёлка 17 июля 1944 года в районе 24 км юго-западнее населённого пункта Сувилахти (Карелия) участвовал в захвате тактически важной в обороне противника высоты. Был ранен, но оставался в строю до конца боя.
Приказом по войскам 127-го лёгкого стрелкового корпуса от 27 июля 1944 года (№ 012) старший сержант Гурьянов Николай Яковлевич награждён орденом Славы 3-й степени.
26-28 июля 1944 года в районе озера Елолампи (северо-западнее города Суоярви, Карелия) старший сержант Гурьянов огнём из ручного пулемёта обеспечивал прорыв переднего края обороны противника. Преследуя противника уничтожил свыше 20 финских солдат.
Приказом по войскам 32-й армии от 8 сентября 1944 года (№ 457) старший сержант Гурьянов Николай Яковлевич награждён орденом Славы 2-й степени.
После завершения Свирско-Петрозаводской операции, в середине сентября 1944 года, бригада была переброшена в Заполярье на Мурманское направление, здесь приняла участие в Петсамо-Киркенесской наступательной операции.
В ходе боёв 11-22 октября 1944 года старший сержант Гурьянов с отделением в числе первых преодолел реку Петсамо-Йоки в районе населённого пункта Луостари (Печенгский район Мурманской области). Неожиданным огневым ударом своего пулемёта сбил противника, оборонявшего противоположный берег. Своими действиями способствовал успешному преодолению водной преграды батальоном.
Указом Президиума Верховного Совета СССР от 24 марта 1945 года старший сержант Гурьянов Николай Яковлевич награждён орденом Славы 1-й степени. Стал полным кавалером ордена Славы.
Эта награда осталась невручённой. Бригада в которой он воевал, преобразованная в 69-ю горно-стрелковую, была переброшена на 2-й Белорусский фронт, участвовал в боевых действиях по освобождению Польши.
30 марта 1945 года погиб в бою. Был похоронен в населённом пункте Руптава (Силезское воеводство, Польша). Перезахоронен в братской могиле на воинском захоронении на улице Гура Вызволеня (гора Освобождения) (ныне Божа Гура Права) в городе Ястшембе-Здруй Силезского воеводства Польши.

## Награды
- Орден Отечественной войны II степени (30.01.1945)[3]
- Орден Славы 1-й степени (24.03.1945)[4]
- Орден Славы 2-й степени (08.09.1944)[5]
- Орден Славы 3-й степени (27.07.1944)[6]
- Медаль «За оборону Советского Заполярья» (7.06.1944)[7]

## Память
- В городе Петрозаводск его имя увековечено на мемориале «Карельский фронт 1941—1944».